# 박정현 (1964년 11월)
박정현(朴貞炫, 1964년 11월 4일~)는 대한민국의 정치인이다. 제22대 국회의원이다. 제12대 대전광역시 대덕구청장(2018~2022, 민선 7기)을 지냈다. 대전 최초의 여성 기초단체장이기도 하다.

## 학력
- 대전삼성국민학교 졸업
- 호수돈여자중학교 졸업
- 청란여자고등학교 졸업
- 충남대학교 법과대학 법학 학사

## 경력
- 1987년~1997년: 대전YMCA 간사
- 1997년~2010년: 대전충남녹색연합 사무처장
- 2002년~2004년: 대청호보전운동본부 집행위원장
- 2008년~2010년: 녹색연합 협동사무처장
- 2008년~2010년: 금강운하백지화국민행동 상임운영위원장
- 2009년~2010년: 행정도시무산저지충청권 비상대책위원회 공동운영위원장
- 2010년 6월 2일: 제5회 전국동시지방선거 당선[대전시의원(비례대표), 민주당, 초선]
- 2010년 7월~2014년 6월: 제6대 대전광역시의회 의원(민선 5기, 비례대표, 민주당→민주통합당→민주당→새정치민주연합, 초선)
- 대전참여자치시민연대 복지인권운동본부 운영위원
- 2014년 6월 4일: 제6회 전국동시지방선거 당선[대전시의원(서구제4선거구), 새정치민주연합, 재선]
- 2014년 7월~2018년 3월: 제7대 대전광역시의회 의원(민선 6기, 대전 서구 제4선거구, 새정치민주연합→더불어민주당, 재선)
  - 제7대 대전광역시의회 예산결산특별위원회 위원장
  - 제7대 대전광역시의회 대전의료원 설립추진 특별위원회 위원
- 사람사는세상 노무현재단 대전세종충남지역위원회 운영위원장
- 더불어민주당 전국여성위원회 부위원장
- 더불어민주당 미세먼지대책특별위원회 부위원장
- 2018년 6월 13일: 제7회 전국동시지방선거 당선(민선 7기, 대전광역시 대덕구청장, 더불어민주당, 초선)
- 2018년 7월~2022년 6월: 제12대 대전광역시 대덕구청장(민선 7기)
- 2021년 4월~2021년 4월: 더불어민주당 비상대책위원
- 2023년 10월~2024년 6월: 더불어민주당 최고위원(지명직)
- 2024년 4월 10일: 대한민국 제22대 국회의원 선거 당선(대전 대덕구, 더불어민주당, 초선)
- 2024년 5월~: 더불어민주당 대전광역시당 대덕구 지역위원회 위원장
- 2024년 8월~: 더불어민주당 대전광역시당 위원장

### 의정 활동
- 2024년 5월 30일~: 제22대 국회의원(대전 대덕구, 더불어민주당, 초선)
  - 2024년 6월~: 제22대 국회 전반기 행정안전위원회 위원
  - 2024년 6월~2024년 6월: 제22대 국회 전반기 예산결산특별위원회 위원
  - 2025년 3월~: 제22대 국회 기후위기 특별위원회 위원
  - 2025년 4월~: 제22대 국회 산불피해지원대책 특별위원회 위원

## 역대 선거 결과
|  | 29.83% |

|  | 49.38% |

|  | 57.85% |

|  | 46.63% |

|  | 50.92% |

## 소속 정당
| 소속 정당 | 소속 정당      | 소속 기간 | 비고      |
| --------- | -------------- | --------- | --------- |
|           | 민주당         | 2010~2011 | 정계 입문 |
|           | 민주통합당     | 2011~2013 | 합당      |
|           | 민주당         | 2013~2014 | 당명 변경 |
|           | 새정치민주연합 | 2014~2015 | 합당      |
|           | 더불어민주당   | 2015~현재 | 당명 변경 |

## 같이 보기
- 대덕구 (선거구)
- 대덕구청장
- 대전 대덕구의 국회의원